# Бауський замок
Ба́уський за́мок (латис. Bauskas pils; нім. Schloss Bauske) — замок в Латвії, у місті Бауске. Розташований на вузькому півострові між річками Муса і Мемеле, де вони утворюють річку Лієлупе. Збудований із цегли і каменю в 1443—1450 роках Лівонським відділом Тевтонського ордену на місці колишнього укріплення семигалів. Мав високу оглядову вежу, мури товщиною до 3,5 м, в'язницю, підйомний міст тощо. Захищав торговий шлях з Литви до Риги і лівонсько-литовський кордон. Був адміністративним центром округи. 1559 року переданий Орденом у володіння Польщі. До 1562 року належав ризькому архієпископу Вільгельму, після чого перейшов до першого курляндського герцога Готтгарда фон Кеттлера. Виконував роль однієї із резиденцій наступних герцогів Курляндії-Семигалії, був місцем проведення курляндських ландтагів (1568, 1590, 1601). Розширений у 1590—1599 роках герцогом Фрідріхом Кеттлером. Захоплений шведами 17 вересня 1625 року. Підірваний відступаючими московинами 1706 року, в ході Великої Північної війни. 1874 року руїни замку викупив князь Пауль фон Лівен, який почав реставрувати його.